# الجمعية الخيرية الإسلامية في مارينغا
الجمعية الخيرية الاٍسلامية في مارينغا هي جمعية خيرية أنشأها المهاجرون المسلمون إلى البرازيل في ثمانينات القرن الماضي للأشراف وتنظيم كافة أنشطة الجالية المسلمة في مدينه مارينغا في ولاية بارانا في البرازيل و رعاية مصالحهم وكذلك تعنى الجمعية بتوثيق الروابط بين أبناء الجالية المسلمة في المدينة نفسها ومع أبناء الجاليات المسلمة في القرى والمدن المجاورة . كما تهتم بدعم الوافدين الجديد ومد يد العون لهم في كل ما يحتاجونه. تقوم الجمعية باللإشراف التام على مسجد مارينغا في البرازيل و كما تشرف على مدرسة تعليم اللغة العربية وتعاليم الشريعة اللإسلامية لكافة أبناء الاقليية المسلمة.

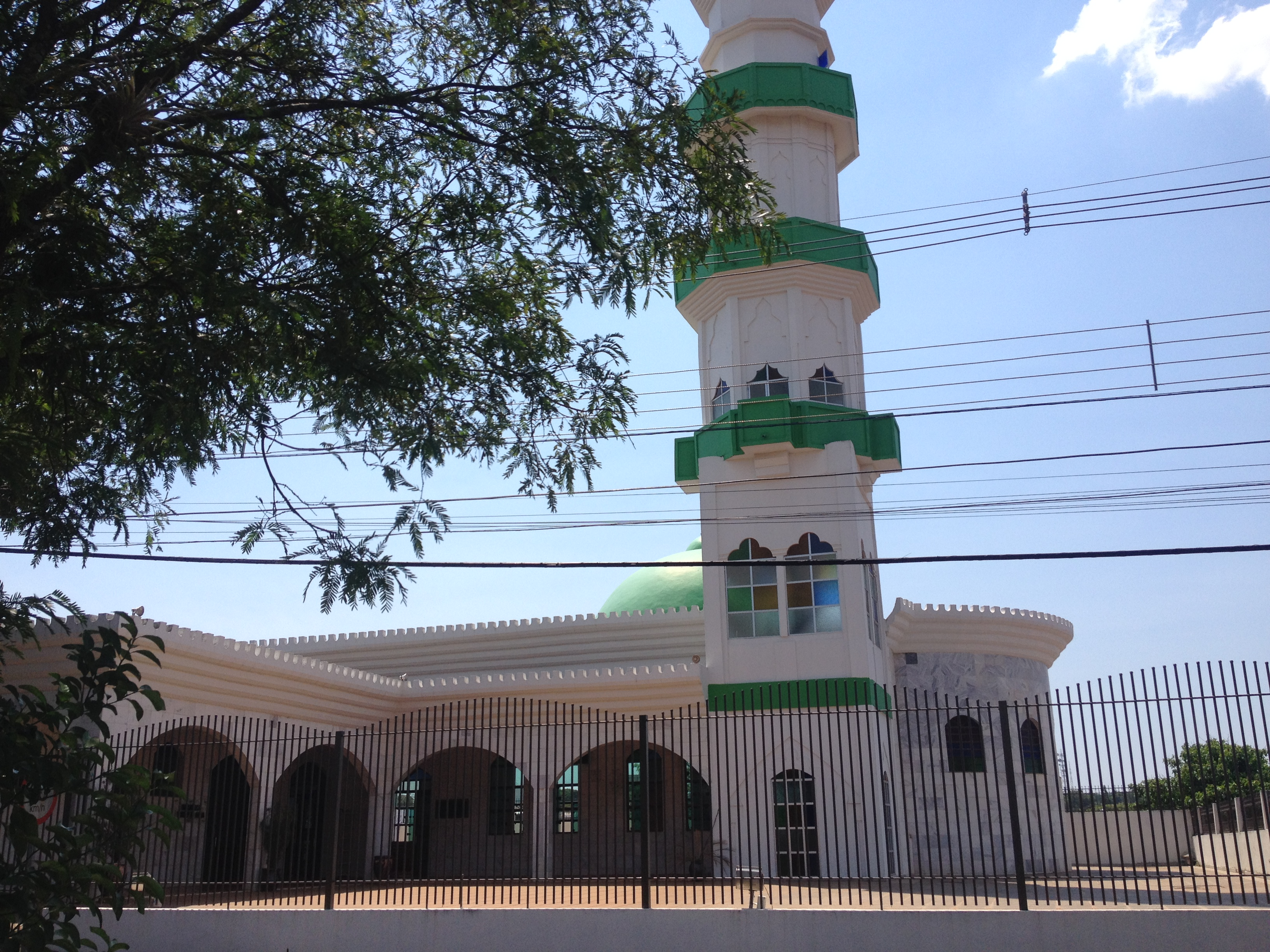
مسجد مارينغا الذي يضم مقر الجمعية

## لمحة تاريخية
تقرر تأسيس الجمعية الخيرية اللإسلامية في مارينغا - بارانا- البرازيل بتاريخ 10\10\1981م , بمناسبة اجتماع تم في منزل السيد محمد حسين سالم و ضم أفراد الجالية اللإسلامية في المدينة . بتاريخ 05\02\1982م وجهت الجمعية طلباً رسمياً إلى رئيس بلدية مارينغا والذي بدوره وافق على منح الجمعية أرضاً من أملاك البلدية لبناء مسجد ومدرسة تعليم اللغة العربية ومنتدى اجتماعي وثقافي و رياضي . و اتخذت الجمعية من إحدى مكاتب المسجد مقراً رسمياُ لها . تبلغ مساحة الأرض التي حصلت عليها لجمعية (3260 متراً مربعاً).

## إدارة الجمعية
ضمت الإدارة المؤسسة للجمعية كلاً من الرئيس علي سعد الدين الورداني، السيد أحمد حسن أبو نوح نائباً للرئيس، السكرتير باللغة البرتغالية سليمان علي محمود، سكرتير باللغة العربية محمد حسين سالم، أمين الصندوق الأول علي محمد أبو فارس، أمين صندوق ثاني حسن محمد عساف وغيرهم من الأعضاء. و اليوم تمضي الجمعية قدماً في أداء مهامها على أكمل وجه بالحفاظ على الهوية الإسلامية للاقلية المسلمة وأبنائهم.

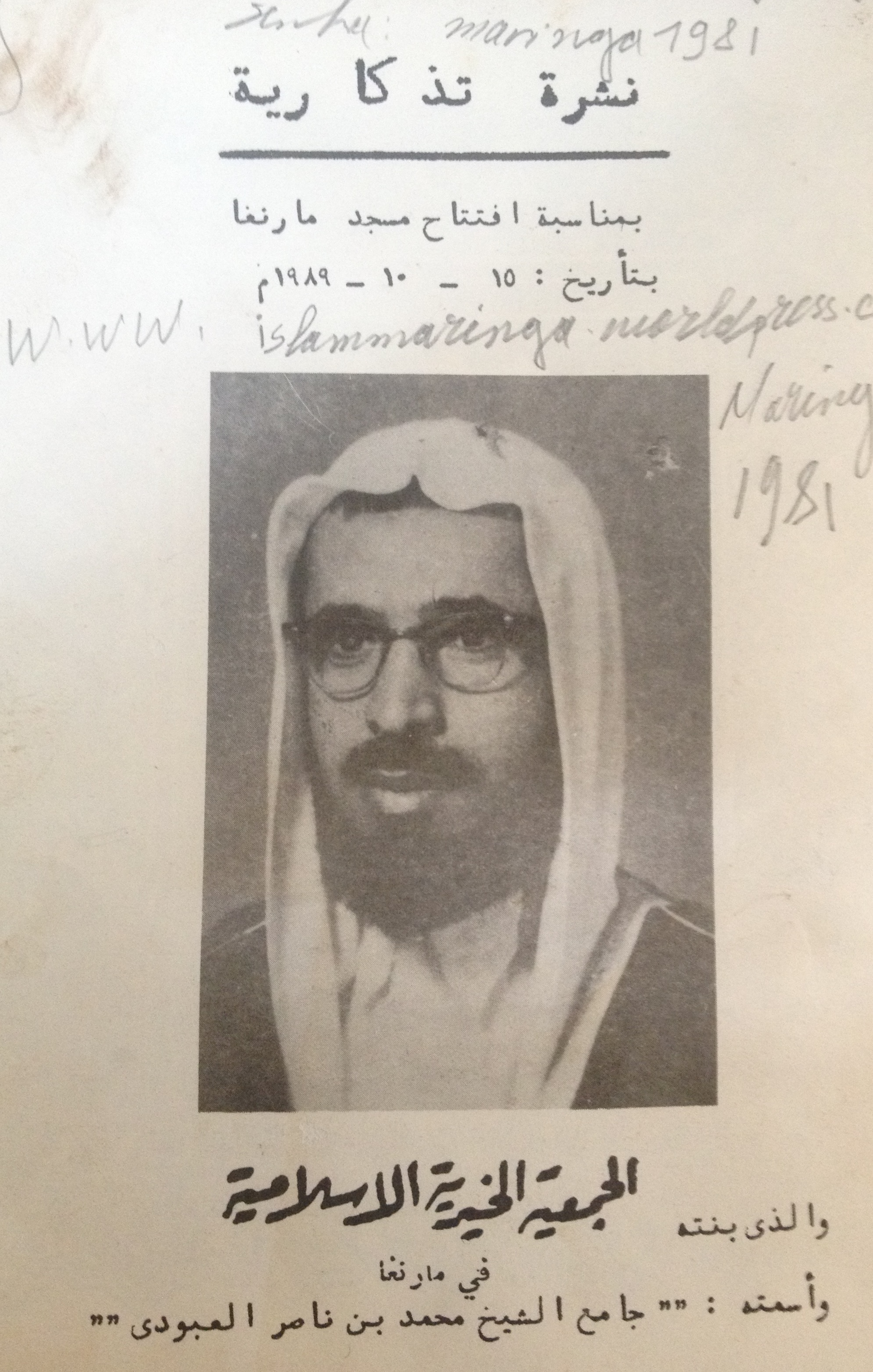

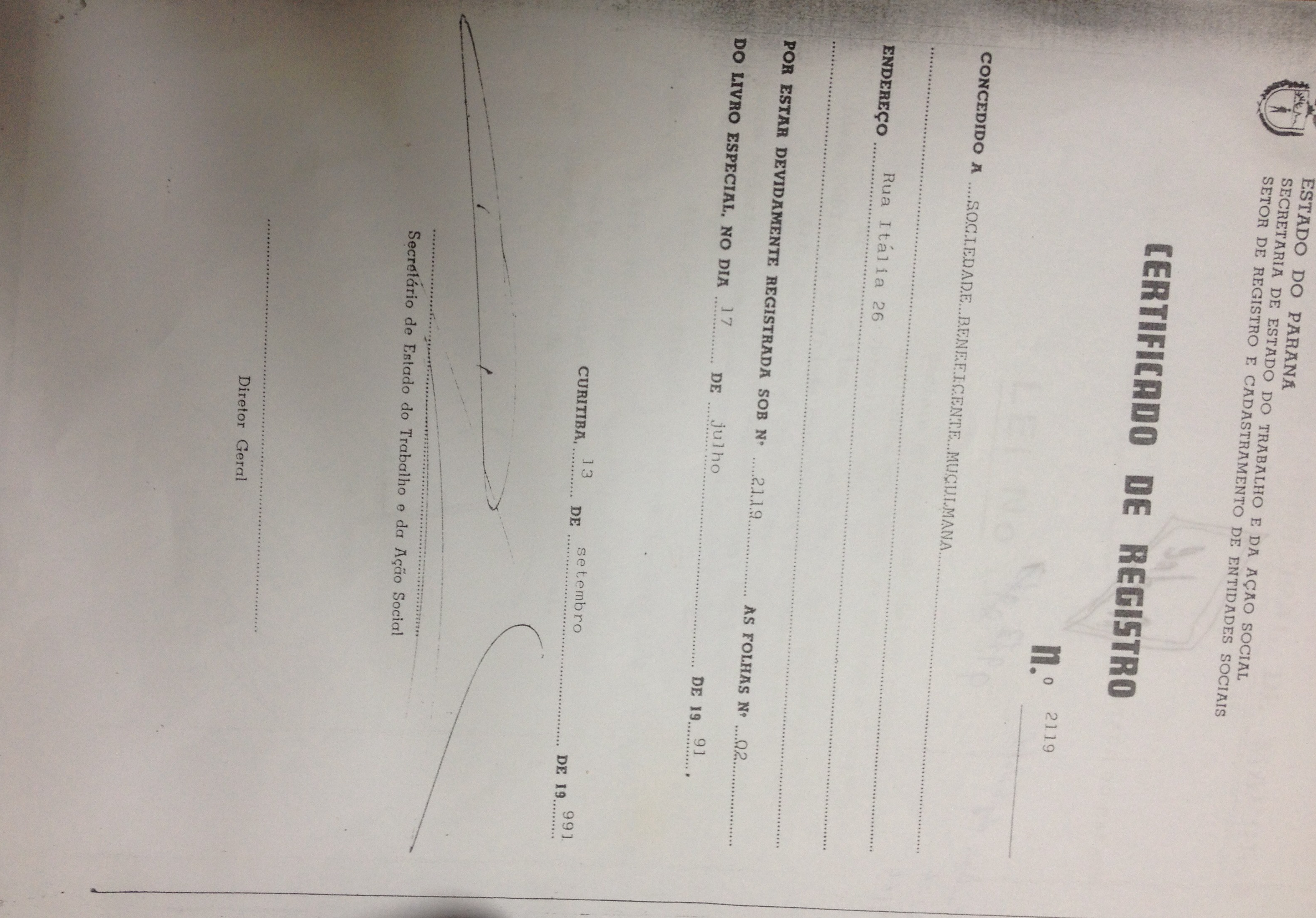

## أهداف الجمعية
أَسست الجمعية من قبل المهاجرون المسلمون الذين حطت بهم الرحال في مدينة مارينغا لتكون الجهة الرسمية الراعية والممثلة لشوون الأقلية المسلمة وأبنائهم و منذ لحظة تأسيسها وحتى اليوم قامت وتقوم الجمعية بالعديد من الأنشطة والفعاليات التي تهم الأقلية المسلمة ولطالما كانت الحضن الذي يجمع المهاجرين ويحمي مصالحهم ايماناً من القائمين عليها بأن قوتنا في وحدتنا ولعل أبرز ما أنجزته الجمعية هو الحصول على ترخيص لبناء مسجد مارينغا في البرازيل الذي يعد واحداً من أكبر المساجد في البرازيل وبما يحتويه من مدرسة تعليم اللغة العربية والشريعة الإسلامية والمكتبة الإسلاميه والصالات الرياضية المفتوحة وبالمجان لأبناء الجالية المسلمة .

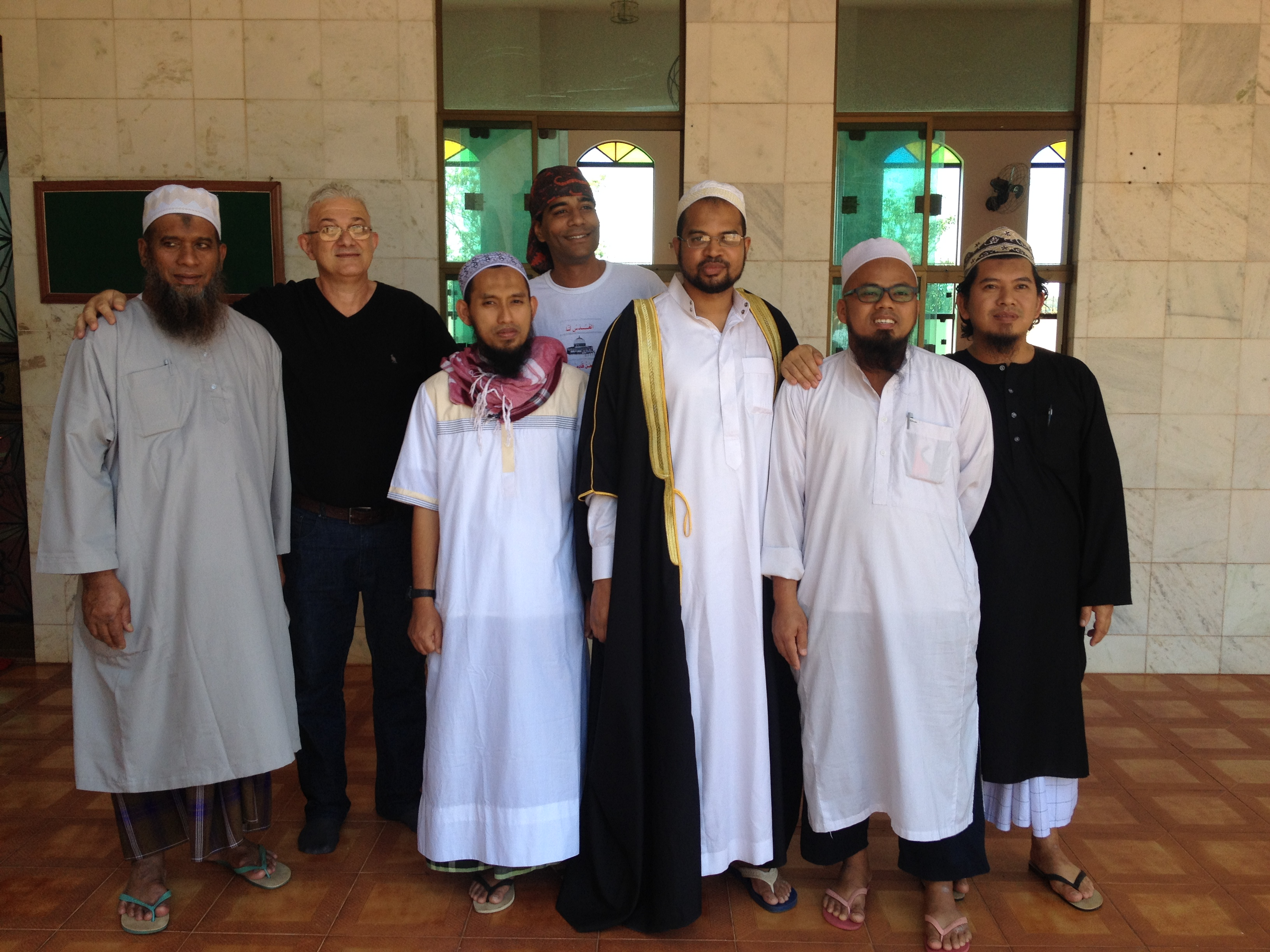

## أنشطة الجمعية
بالإضافة إلى الرعاية المستمرة لشؤون الجالية المسلمة، وإشرافها على المسجد وتأمين مستلزماته من الصيانة الدورية للمرافق وأثاث المسجد ودفع مستحقات الإمام وغيرها من مصاريف الإنارة والمياة ودعم مدرسة تعليم اللغة العربية والصيانة الدورية للصالات الرياضية تعنى الجمعية باستقبال الوافدين الجدد من المسلمين إلى البرازيل وتؤمن لهم كافة الدعم للازم . تقوم الجمعية في شهر رمضان بعمل إفطارات جماعية وبين الفينة والأخرى و على مدار العام تحرص على تنظيم الحفلات لجمع شمل أبناء المسلمين والحفاظ على تواصل وثيق فيما بينهم . كما أنها تعنى باستقبال البعثات الدعوية القادمة من البلدان الإسلاميه وتسيير أمورهم ومساعدتهم، كما أنها بالوقت عينة تحرص على توفير الكتب الإسلامية باللغة البرتغالية وتوزيعها مجنناً على الراغبين .